# Liste des titres musicaux numéro un en Allemagne en 2012
Cette page liste les titres numéro un dans les meilleures ventes de disques en Allemagne pour l'année 2012 selon Media Control Charts.
Les classements sont issus des 100 meilleures ventes de singles et des 100 meilleures ventes d'albums. Ils se déroulent du vendredi au jeudi, et sont publiés le mardi par l'industrie musicale allemande.

## Classement des singles
| №  | Date         | Artiste                             | Titre                                     |
| -- | ------------ | ----------------------------------- | ----------------------------------------- |
| 1  | 6 janvier    | Gotye featuring Kimbra              | Somebody That I Used to Know              |
| 2  | 13 janvier   | Gotye featuring Kimbra              | Somebody That I Used to Know              |
| 3  | 20 janvier   | Gotye featuring Kimbra              | Somebody That I Used to Know              |
| 4  | 27 janvier   | Gotye featuring Kimbra              | Somebody That I Used to Know              |
| 5  | 3 février    | Michel Teló                         | Ai se eu te pego                          |
| 6  | 10 février   | Michel Teló                         | Ai se eu te pego                          |
| 7  | 17 février   | Michel Teló                         | Ai se eu te pego                          |
| 8  | 24 février   | Michel Teló                         | Ai se eu te pego                          |
| 9  | 2 mars       | Michel Teló                         | Ai se eu te pego                          |
| 10 | 9 mars       | Michel Teló                         | Ai se eu te pego                          |
| 11 | 16 mars      | Michel Teló                         | Ai se eu te pego                          |
| 12 | 23 mars      | Michel Teló                         | Ai se eu te pego                          |
| 13 | 30 mars      | Michel Teló                         | Ai se eu te pego                          |
| 14 | 6 avril      | Olly Murs featuring Rizzle Kicks    | Heart Skips a Beat                        |
| 15 | 13 avril     | Michel Teló                         | Ai se eu te pego                          |
| 16 | 20 avril     | Olly Murs featuring Rizzle Kicks    | Heart Skips a Beat                        |
| 17 | 27 avril     | Alex Clare                          | Too Close                                 |
| 18 | 4 mai        | Alex Clare                          | Too Close                                 |
| 19 | 11 mai       | Luca Hänni                          | Don't Think About Me                      |
| 20 | 18 mai       | Alex Clare                          | Too Close                                 |
| 21 | 25 mai       | Die Toten Hosen                     | Tage wie diese                            |
| 22 | 1er juin     | Die Toten Hosen                     | Tage wie diese                            |
| 23 | 8 juin       | Loreen                              | Euphoria                                  |
| 24 | 15 juin      | Loreen                              | Euphoria                                  |
| 25 | 29 juin      | Die Toten Hosen                     | Tage wie diese                            |
| 26 | 6 juillet    | Die Toten Hosen                     | Tage wie diese                            |
| 27 | 13 juillet   | Lykke Li                            | I Follow Rivers                           |
| 28 | 20 juillet   | Lykke Li                            | I Follow Rivers                           |
| 29 | 27 juillet   | Lykke Li                            | I Follow Rivers                           |
| 30 | 3 août       | Lykke Li                            | I Follow Rivers                           |
| 31 | 10 août      | Lykke Li                            | I Follow Rivers                           |
| 32 | 17 août      | Asaf Avidan (& DJ Wankelmut (de))   | One Day / Reckoning Song (Wankelmut Rmix) |
| 33 | 24 août      | Asaf Avidan (& DJ Wankelmut (de))   | One Day / Reckoning Song (Wankelmut Rmix) |
| 34 | 31 août      | Asaf Avidan (& DJ Wankelmut (de))   | One Day / Reckoning Song (Wankelmut Rmix) |
| 35 | 7 septembre  | Asaf Avidan (& DJ Wankelmut (de))   | One Day / Reckoning Song (Wankelmut Rmix) |
| 36 | 14 septembre | Asaf Avidan (& DJ Wankelmut (de))   | One Day / Reckoning Song (Wankelmut Rmix) |
| 37 | 21 septembre | Asaf Avidan (& DJ Wankelmut (de))   | One Day / Reckoning Song (Wankelmut Rmix) |
| 38 | 28 septembre | Marteria, Yasha (de) & Miss Platnum | Lila Wolken                               |
| 39 | 5 octobre    | Asaf Avidan                         | One Day / Reckoning Song (Wankelmut Rmix) |
| 40 | 12 octobre   | Psy                                 | Gangnam Style                             |
| 41 | 19 octobre   | Adele                               | Skyfall                                   |
| 42 | 26 octobre   | Psy                                 | Gangnam Style                             |
| 43 | 2 novembre   | Rihanna                             | Diamonds                                  |
| 44 | 9 novembre   | Rihanna                             | Diamonds                                  |
| 45 | 16 novembre  | Rihanna                             | Diamonds                                  |
| 46 | 23 novembre  | Rihanna                             | Diamonds                                  |
| 47 | 30 novembre  | Rihanna                             | Diamonds                                  |
| 48 | 7 décembre   | Rihanna                             | Diamonds                                  |
| 49 | 14 décembre  | Rihanna                             | Diamonds                                  |
| 50 | 21 décembre  | Rihanna                             | Diamonds                                  |
| 51 | 28 décembre  | Rihanna                             | Diamonds                                  |

## Classement des albums
| №  | Date         | Artiste                                 | Titre                                          |
| -- | ------------ | --------------------------------------- | ---------------------------------------------- |
| 1  | 8 janvier    | Udo Lindenberg                          | MTV Unplugged – Live aus dem Hotel Atlantic    |
| 2  | 15 janvier   | Adele                                   | 21                                             |
| 3  | 22 janvier   | Adele                                   | 21                                             |
| 4  | 29 janvier   | Adele                                   | 21                                             |
| 5  | 3 février    | Kraftklub                               | Mit K                                          |
| 6  | 10 février   | Lana Del Rey                            | Born to Die                                    |
| 7  | 17 février   | Xavier Naidoo                           | Danke für's Zuhören – Liedersammlung 1998–2012 |
| 8  | 24 février   | Xavier Naidoo                           | Danke für's Zuhören – Liedersammlung 1998–2012 |
| 9  | 2 mars       | Xavier Naidoo                           | Danke für's Zuhören – Liedersammlung 1998–2012 |
| 10 | 9 mars       | Xavier Naidoo                           | Danke für's Zuhören – Liedersammlung 1998–2012 |
| 11 | 16 mars      | Bruce Springsteen                       | Wrecking Ball                                  |
| 12 | 23 mars      | Santiano                                | Bis ans Erde der Welt                          |
| 13 | 30 mars      | Unheilig                                | Lichter der Stadt                              |
| 14 | 6 avril      | Unheilig                                | Lichter der Stadt                              |
| 15 | 13 avril     | Unheilig                                | Lichter der Stadt                              |
| 16 | 20 avril     | Unheilig                                | Lichter der Stadt                              |
| 17 | 27 avril     | Die Ärzte                               | Auch                                           |
| 18 | 4 mai        | Die Ärzte                               | Auch                                           |
| 19 | 11 mai       | Die Ärzte                               | Auch                                           |
| 20 | 18 mai       | Die Toten Hosen                         | Ballast der Republik                           |
| 21 | 25 mai       | Die Toten Hosen                         | Ballast der Republik                           |
| 22 | 1er juin     | Die Toten Hosen                         | Ballast der Republik                           |
| 23 | 8 juin       | Die Toten Hosen                         | Ballast der Republik                           |
| 24 | 15 juin      | Die Toten Hosen                         | Ballast der Republik                           |
| 25 | 22 juin      | Amy Macdonald                           | Life in a Beautiful Light                      |
| 26 | 29 juin      | Die Toten Hosen                         | Ballast der Republik                           |
| 27 | 6 juillet    | Linkin Park                             | Living Things (album)                          |
| 28 | 13 juillet   | Linkin Park                             | Living Things (album)                          |
| 29 | 20 juillet   | Cro                                     | Raop                                           |
| 30 | 27 juillet   | Cro                                     | Raop                                           |
| 31 | 3 août       | Cro                                     | Raop                                           |
| 31 | 10 août      | Cro                                     | Raop                                           |
| 32 | 17 août      | Die Amigos                              | Bis ans Ende der Zeit                          |
| 33 | 24 août      | Cro                                     | Raop                                           |
| 34 | 31 août      | Philipp Poisel                          | Projekt Seerosenteich                          |
| 35 | 7 septembre  | Max Herre                               | Hallo Welt!                                    |
| 36 | 14 septembre | Mark Knopfler                           | Privateering                                   |
| 37 | 21 septembre | Billy Talent                            | Dead Silence                                   |
| 38 | 28 septembre | Pink                                    | The Truth About Love                           |
| 39 | 5 octobre    | Xavas (de) (Xavier Naidoo & Kool Savas) | Gespaltene Persönlichkeit                      |
| 40 | 12 octobre   | Seeed                                   | Seeed                                          |
| 41 | 19 octobre   | Schiller                                | Sonne                                          |
| 42 | 26 octobre   | Bushido                                 | AMYF                                           |
| 43 | 2 novembre   | Unheilig                                | Lichter der Stadt                              |
| 44 | 9 novembre   | Die Fantastischen Vier                  | MTV Unplugged II                               |
| 45 | 16 novembre  | Robbie Williams                         | Take The Crown                                 |
| 46 | 23 novembre  | The Rolling Stones                      | GRRR!                                          |
| 47 | 30 novembre  | Led Zeppelin                            | Celebration Day                                |
| 48 | 7 décembre   | Led Zeppelin                            | Celebration Day                                |
| 49 | 14 décembre  | Michael Bublé                           | Christmas                                      |
| 50 | 21 décembre  | Michael Bublé                           | Christmas                                      |
| 51 | 28 décembre  | Helene Fischer                          | Für einen Tag - Live 2012                      |

## Hit-Parade de l'année
| Singles | Albums |
| --- | --- |
| 1. Michel Teló – Ai se eu te pego 2. Die Toten Hosen – Tage wie diese 3. Lykke Li – I Follow Rivers (The Magician Remix) 4. Gotye feat. Kimbra – Somebody That I Used to Know 5. Asaf Avidan & the Mojos – One Day / Reckoning Song (Wankelmut Remix) 6. Carly Rae Jepsen – Call Me Maybe 7. Rihanna – Diamonds 8. Psy – Gangnam Style 9. Loreen – Euphoria 10. Olly Murs feat. Rizzle Kicks – Heart Skips a Beat 11. Alex Clare – Too Close 12. Sean Paul – She Doesn't Mind 13. Of Monsters and Men – Little Talks 14. DJ Antoine feat. The Beat Shakers – Ma Chérie 15. Flo Rida – Whistle 16. Marteria, Yasha & Miss Platnum – Lila Wolken 17. Adele – Skyfall 18. Tacabro – Tacata' 19. Cro – Easy 20. Linkin Park – Burn It Down | 1. Die Toten Hosen – Ballast der Republik 2. Unheilig – Lichter der Stadt 3. Adele – 21 4. Lana Del Rey – Born to Die 5. Xavier Naidoo – Danke fürs Zuhören – Liedersammlung 1998–2012 6. Santiano – Bis ans Ende der Welt 7. Udo Lindenberg – MTV Unplugged – Live aus dem Hotel Atlantic 8. Die Ärzte – auch 9. Cro – Raop 10. Linkin Park – Living Things 11. Seeed – Seeed 12. Silbermond – Himmel auf 13. Pink – The Truth About Love 14. David Garrett – Music 15. Led Zeppelin – Celebration Day 16. Robbie Williams – Take the Crown 17. Xavas – Gespaltene Persönlichkeit 18. The BossHoss – Liberty of Action 19. Helene Fischer – Für einen Tag 20. Deichkind – Befehl von ganz unten |